# بیبی لازانیا
بیبی لازانیا (به انگلیسی: Baby Lasagna) با نام اصلی مارکو پوریشیچ (به انگلیسی: Marko Purišić)(زاده ۵ ژوئیهٔ ۱۹۹۵) خواننده، ترانه‌سرا و تهیه‌کننده موسیقی اهل کرواسی است.
او نماینده کرواسی در یوروویژن ۲۰۲۴ بود و به مقام دوم رسید.